# Robert Hermann Raudner
Robert Hermann Raudner   (Miękinia, 21 de gener de 1854 - Múnic, 14 de gener de 1915) va ser un pintor i gravador de paisatges i gèneres alemany.

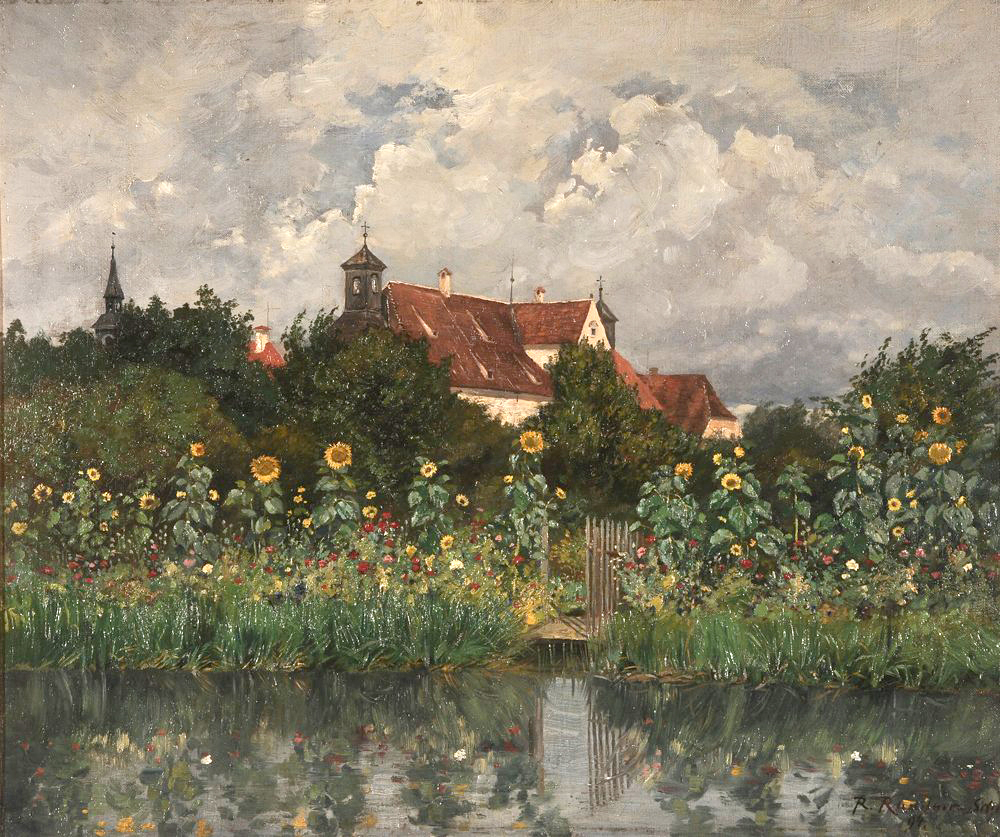
Ciutat i jardí amb gira-sols al costat d'un estany, Robert Raudner (1894)

Raudner va néixer el 21 de gener de 1854 a Nimkau a Silèsia, fill d'un telegrafista. Va estudiar pintura des d'octubre de 1878 a la classe d'antiguitat —dibuix després de l'antiguitat— de la Reial Acadèmia de Belles Arts de Munic; a la seva matrícula, Raudner va donar Benau prop de Sorau com el seu lloc de naixement. Els seus companys estudiants de l'Acadèmia van ser Gyula Benczúr, Alexander Strähuber, Johann Leonhard Raab i Ludwig von Löfftz. Després dels estudis, Raudner va treballar al municipi de Munic de Schleißheim, principalment en la pintura de paisatge i l'aiguafort. Va exposar obres al Palau de Vidre de Munic el 1897 i el 1899.
Raudner va morir als 60 anys el 14 de gener de 1915 a Munic. Un carrer de Schleißheim porta el seu nom.